# Levi Peak
Der Levi Peak ist ein felsiger Berg in der von Neuseeland beanspruchten antarktischen Ross Dependency. Er ragt 3 km nordwestlich des Mount Stanley am Westrand des Grindley-Plateaus in der Königin-Alexandra-Kette auf. 
Das Advisory Committee on Antarctic Names benannte ihn 1966 nach Gene S. Levi, der 1963 und von 1964 bis 1965 als Meteorologe auf der Hallett-Station tätig war.